# 유괴
| |
| 형법 刑法 |
| 형법학 · 범죄 · 형벌 죄형법정주의 |
| 범죄론 |
| 구성요건 · 실행행위 · 부작위범 간접정범 · 미수범 · 기수범 · 중지범 불능범 · 상당인과관계 고의 · 고의범 · 착오 과실 · 과실범 공범 · 정범 · 공동정범 공모공동정범 · 교사범 · 방조범 |
| 항변 |
| 위법성조각사유 · 위법성 · 책임 · 책임주의 책임능력 · 심신상실 · 심신미약 · 정당행위 · 정당방위 · 긴급피난 · 오상방위 · 과잉방위 · 강요된 행위                                     |
| 죄수 |
| 상상적 경합 · 연속범 · 병합죄 |
| 형벌론 |
| 사형 · 징역 · 금고 벌금 · 구류 · 과료 · 몰수 법정형 · 처단형 · 선고형 자수 · 작량감경 · 집행유예                                                                                  |
| 대인범죄 |
| 폭행죄 · 상해치사죄 · 절도죄 |
| 성범죄 · 성매매알선 · 강간죄 |
| 유괴 · 과실치사상죄 · 살인죄 |
| 대물범죄 |
| 손괴죄 · 방화죄 |
| 절도죄 · 강도죄 · 사기죄 |
| 사법절차 방해죄 |
| 공무집행방해죄 · 뇌물죄 |
| 위증죄 · 배임죄 |
| 미완의 범죄 |
| 시도 · 모의 · 공모 |
| 형법적 항변 |
| 자동증, 음주 & 착오 |
| 정신 이상 · 한정책임능력 |
| 강박 · 필요 |
| 도발 · 정당방위 |
| 다른 7법 영역 |
| 헌법 · 민법 · 형법 |
| 민사소송법 · 형사소송법 · 행정법 |
| 포털: 법 · 법철학 · 형사정책 |
| v • d • e • h |

유괴(誘拐)는 다른 사람을 속여 유인하는 것을 의미한다. 납치(拉致, 문화어: 랍치)라는 단어로 비슷하게 사용되나, 납치는 주로 폭력적 행위를 통해 피해자들을 강제로 그들이 원하지 않는 다른 장소로 강제로 이동시키는 것을 의미한다.

## 법률적 정의
대한민국의 법률에서 유괴는 대체로 약취·유인죄로 처벌된다. 여기에서 약취란 폭행 또는 협박을 수단으로 사람을 보호되고 있는 상태에서 분리하여 자기 또는 제3자의 실력적 지배 밑으로 옮기는 것을 말하며, 유인이란 기망, 유혹 또는 기타 거짓된 수단을 사용해 사람을 자기 또는 제3자의 실력적 지배 밑으로 옮기는 것이다. 약취는 피해자의 동의와 무관하게 이루어지는 반면, 유인은 피해자가 가해자의 거짓된 수단에 속아넘어가 실력적 지배 밑으로 옮기는 것을 승낙하는 것에서 차이가 있다. 또한 유괴범이 피해자를 어떠한 장소에 감금하거나 하여 신체적 자유를 구속했을 때에는 체포·감금죄가 성립할 수 있다. 부녀를 약취·유인하여 추행, 간음 또는 다른 영리적 목적으로 매매하는 경우도 유괴의 일종으로 보아, 부녀매매죄로 처벌된다.
노예제가 존재했던 근대 이전에도 자유민의 유괴는 엄벌에 처해졌다. 로마법에도 이미 자유민의 약취가 범죄로 취급되었으며, 게르만법에서 유괴는 살인과 같이 벌해지는 중죄였다. 중세의 교회법과 독일 보통법은 유괴를 절도에 관한 죄 중 가장 무거운 죄로 취급하였다.

## 역사적 유괴·납치
노예제가 존재했던 근대 이전에는 강제 노역을 목적으로 하는 타국민의 납치가 성행했으며, 전쟁에서 포로로 잡힌 자들이 신체적 자유를 구속당한 채로 강제노역을 하기도 하였다.
근대 이후에는 주로 돈이나 다른 이권을 얻으려는 목적으로 유괴가 행해졌으며, 최초로 비행기 세계일주에 성공한 찰스 린드버그의 아들이 1932년 유괴되어 결국 살해된 사건은 금전과 관련된 유괴 범죄로 유명하다.
현대에는 테러리스트 집단이 자신들의 목적을 달성하려는 수단으로 유괴를 종종 실행한다.
미국의 전국범죄정보센터에 따르면, 2008년에 미국 내에서 총 20,561건의 유괴 사건이 보고되었다.

## 유명한 유괴·납치 사건
- 박나리 유괴 살해 사건
- 이형호 유괴 살해 사건
- 탈레반 한국인 납치 사건
- 메구로 공증인사무소 사무장 납치 감금 치사 사건
- 김대중 납치 사건

## 같이 보기
- 약취·유인죄